# Schloss Le Gué-Péan

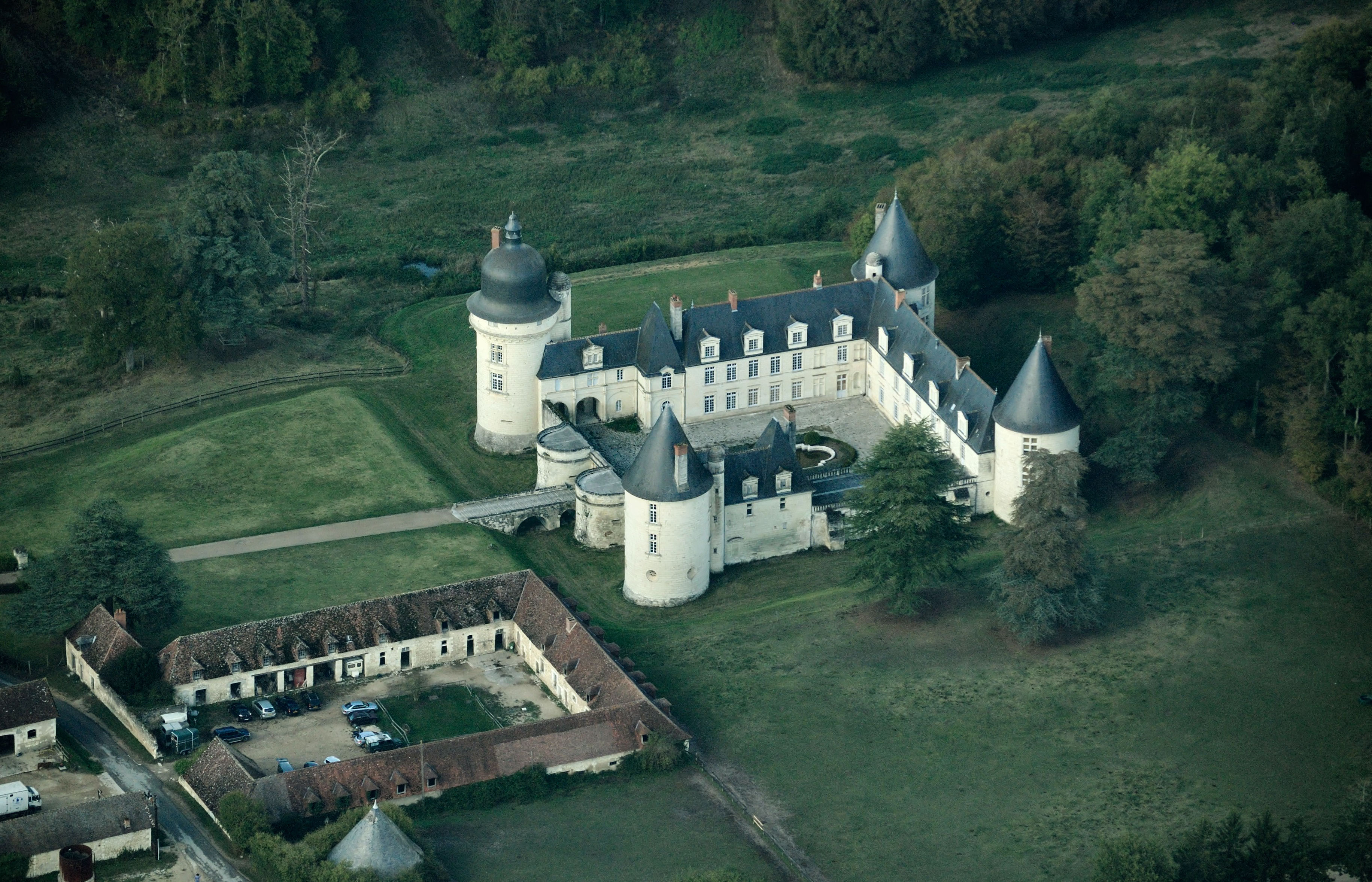
Luftbild der Schlossanlage

Das Schloss Le Gué-Péan steht auf dem Gebiet der französischen Gemeinde Monthou-sur-Cher im Département Loir-et-Cher. Seit dem 10. Oktober 1980 steht es als Monument historique unter Denkmalschutz.

## Geschichte

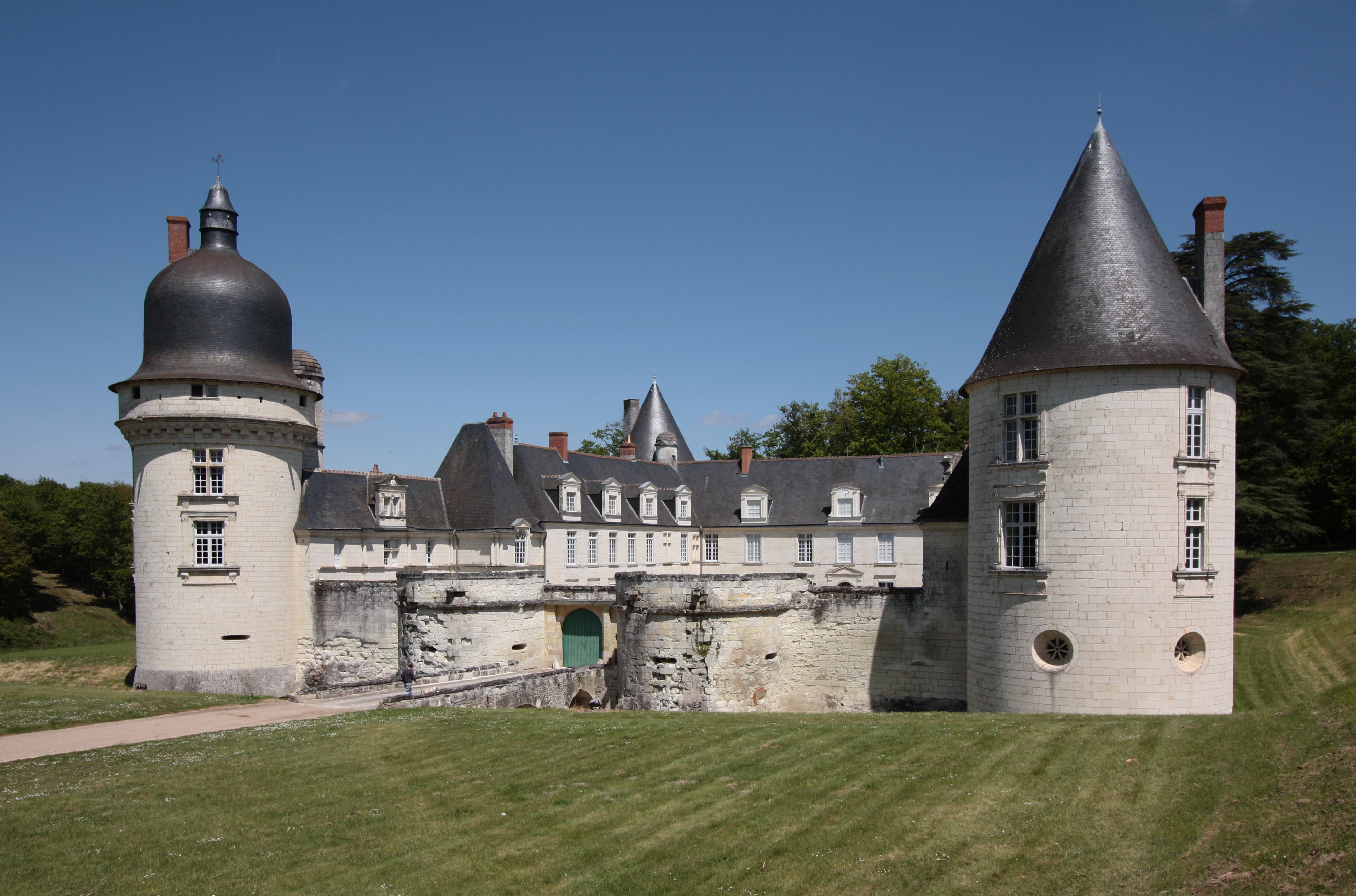
Zugang des Schlosses Le Gué-Péan

Das Schloss wurde – wahrscheinlich unter Einbeziehung von Teilen einer mittelalterlichen Burg – im 16. Jahrhundert errichtet und bis in die Mitte des 17. Jahrhunderts immer wieder modernisiert. Begonnen hat den Bau Nicolas Alamand aus Angers, Finanzmann unter Franz I. Er wurde beschuldigt, zusammen mit dem Oberintendanten der Finanzen, Jacques de Beaune, Staatsgelder unterschlagen zu haben.
Trotz dieser Vorwürfe gegen seinen 1527 verstorbenen Vater bekleidete sein Sohn François Allamand hohe Ämter, und 1543 wurde für ihn das Lehnsgut Gué Péan als Schlossherrschaft eingerichtet. Er war für die Anlage der wichtigste Bauherr, auch wenn nach seinem Tod im Jahr 1555 noch weitere Bauarbeiten ausgeführt worden sind; der vordere Turm trägt zum Beispiel im oberen Bereich die Jahreszahl 1581.
Im Jahr 1649 erbte Charlotte Allamand das Anwesen und verkaufte es 1676. Während der Französischen Revolution wurde das zu dieser Zeit der Familie Amelot gehörende Anwesen konfisziert und verkauft. Die Nachkommen der eigentlichen Besitzer erwarben den Besitz zurück, um ihn 1832 an die Familie Cassin zu veräußern.

## Architektur

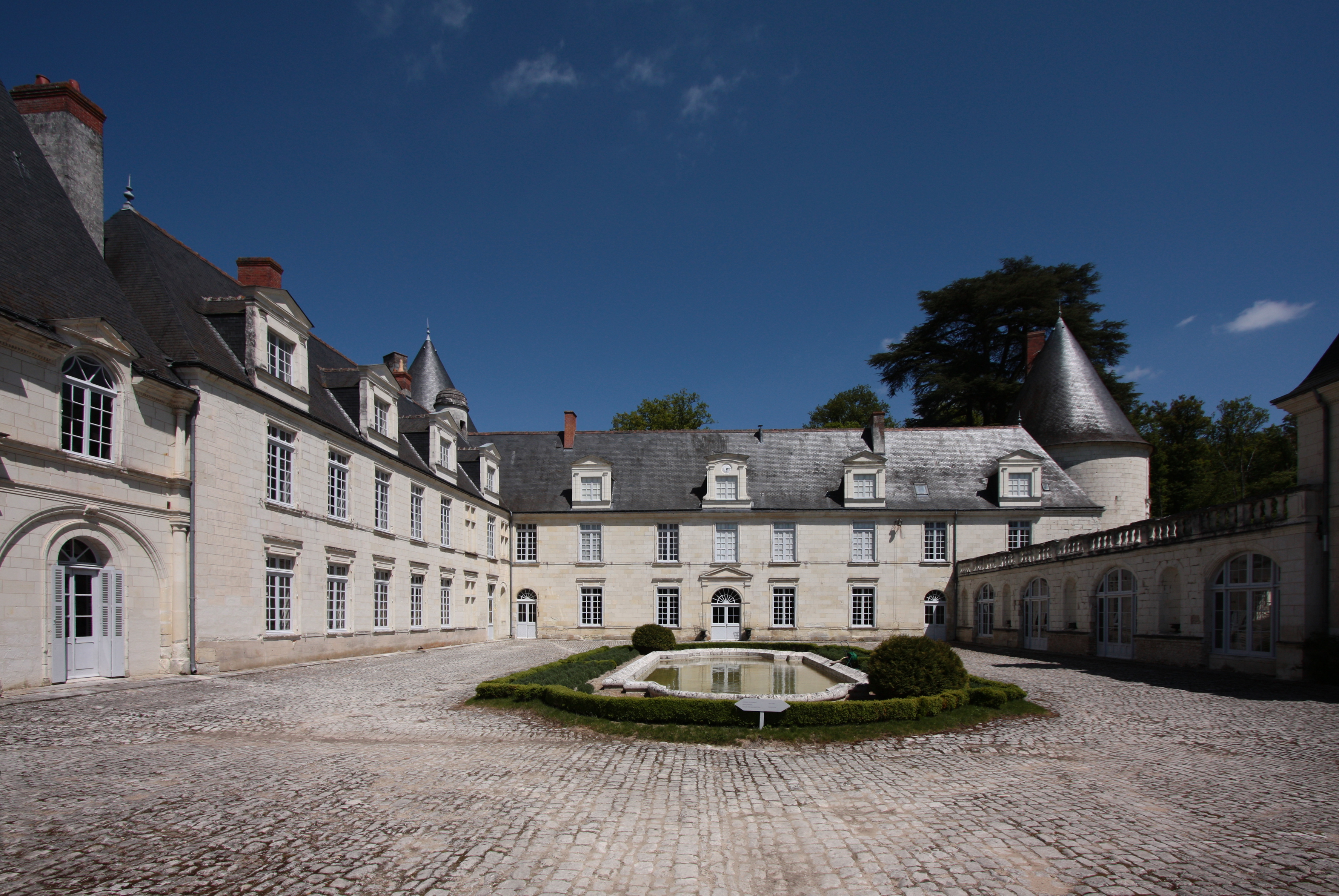
Innenhof

Der rechtwinklige Innenhof des Schlosses ist U-förmig von drei Flügeln umgeben. Die vierte Seite wird von einer Mauer mit dem von zwei abgeflachten Rundtürmen eingerahmten Eingangsportal abgeschlossen. Vier weitere Rundtürme stehen an den Ecken der Anlage. Das Ganze ist von einem Trockengraben umgeben, über den eine Steinbrücke zum Zugang führt.
Der höchste Turm mit seiner glockenförmigen Haube ist wohl der einzige, der vollendet wurde. Die Seitenflügel und Pavillons sind durch offene Bogengänge gegliedert und besitzen Mansarddächer. Der Haupttrakt an der Rückseite des Hofes wird von den zwei hinteren Rundtürmen mit Kegeldach eingerahmt.

## Innenräume
Zu besichtigen sind einige mit Kaminen ausgestattete und im Louis-quinze- und Louis-seize-Stil eingerichtete Räume des Schlosses, das im Laufe der Jahrhunderte zahlreiche Könige und berühmte Persönlichkeiten wie zum Beispiel La Fayette und Honoré de Balzac beherbergte. Sehenswert sind vor allem der Gardensaal (französisch salle des gardes), die Kapelle, der Salon sowie die Bibliothek, die eine reiche Sammlung von Kopien handgeschriebener Briefe und anderen historischen Erinnerungsstücken enthält. Der mächtige Kamin des Grand Salon wurde durch Germain Pilon, einen der Hauptmeister der französischen Renaissanceplastik, geschaffen.